# Stokpaard

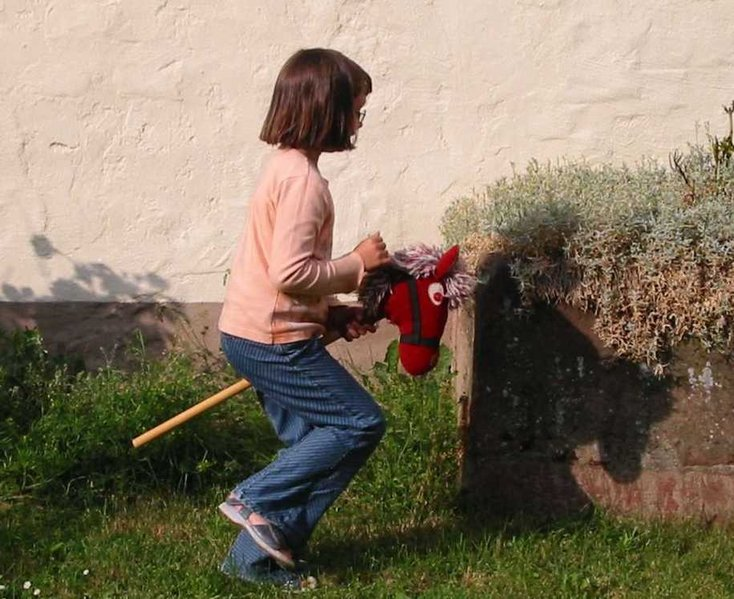
Meisje met stokpaard

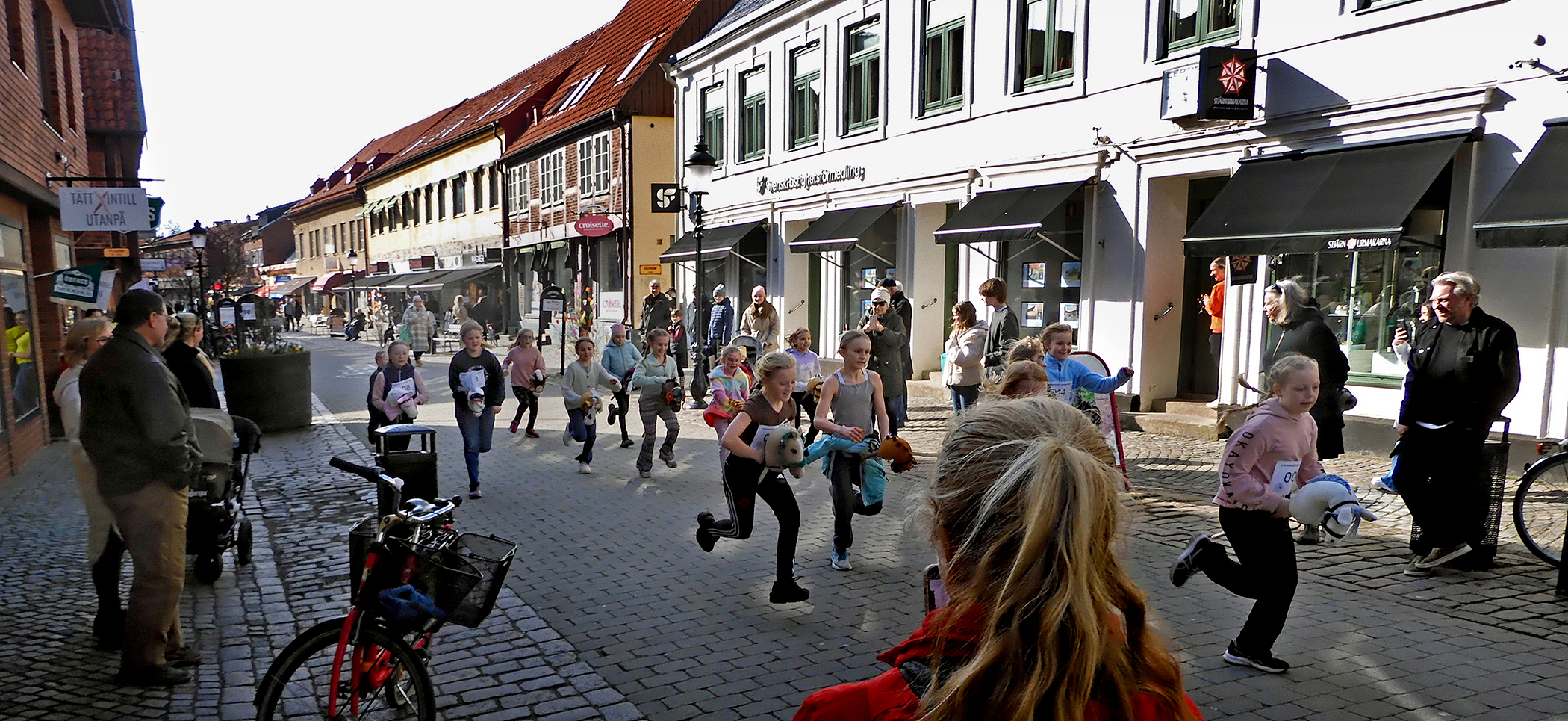
Wedstrijd met stokpaard in Ystad (2024)

Een stokpaard is een nagebootst paardenhoofd op een steel. Aan het eind van de steel zitten soms twee kleine wieltjes. Kinderen "zitten" op het stokpaardje door de steel tussen de benen door te steken en veelal het paardenhoofd aan handvatten vast te houden.

## Geschiedenis
Vast staat dat stokpaarden door edelknapen in hun spel werden gebruikt als voorbereiding op hun ridderschap. Stokken met koppen van dieren of menselijke figuren behoorden ook tot de uitrusting van narren.

## Spreekwoordelijk
Stokpaardje wordt ook spreekwoordelijk gebruikt: als iemand op zijn stokpaardje zit, wordt bedoeld dat de persoon in kwestie over haar of zijn favoriete onderwerp spreekt, en wel op zo een manier, dat dit gespreksonderwerp altijd weer terugkomt.
Het berijden van een stokpaardje wil zeggen dat iemand spreekt over zijn geliefkoosd onderwerp of denkbeeld. De term is volgens F.A. Stoett ontleend aan het kinderspel. Een jongen zit graag op een stok met een paardenkop eraan en verbeeldt zich een ruiter te zijn; dat is een van zijn lievelingsbezigheden. Zo zit een volwassene op zijn stokpaardje, als hij mag spreken over wat hij aangenaam vindt. Op de oudste vindplaats van dit gezegde is er sprake van een hobbelpaard.
Voorbeelden van het gebruik van hobbelpaard op deze manier zijn:
- C. Wildsch. III, 204: De Heer de Groot had ondertusschen zulk een weg op zijn hobbelpaard afgelegd, dat hij niet zien kon dat Keetje geeuwde;
- Busken Huet, Rembr.2 199: Elke eeuw heeft hare hobbelpaarden, waaronder edele. Het edel hobbelpaard der 17de was de vereering van het romeinsche [de Romeinse klassieken]

Een andere oude versie van stokpaard is ‘Elck Zot heeft zijn Marot en tijdverdrijf om spelen' (Joost van den Vondel). Dit werd oorspronkelijk gezegd van de nar van de Rederijkerskamers. Bij de plechtige intocht van de rederijkers maakt de nar grappen door tegen zijn "Marot" te spreken. Een Marot of zotskolf is een korte staf met een kop. ("Marotte" heeft in het Duits ongeveer dezelfde figuurlijke betekenis als "stokpaardje" in het Nederlands.)
Dit spreekwoordelijk gebruik van het woord stokpaard lijkt op een oud-Romeins stokpaard van Cato, Ceterum censeo Carthaginem esse delendam. Een opmerking die (ad nauseam) telkens terugkwam, tot vervelens toe.
Ook in andere talen wordt het stokpaard figuurlijk gebruikt:
- Engels: to ride one's hobby horse;
- Duits: sein Steckenpferd reiten;
- Zweeds: ha en käpphäst.

## Galerij

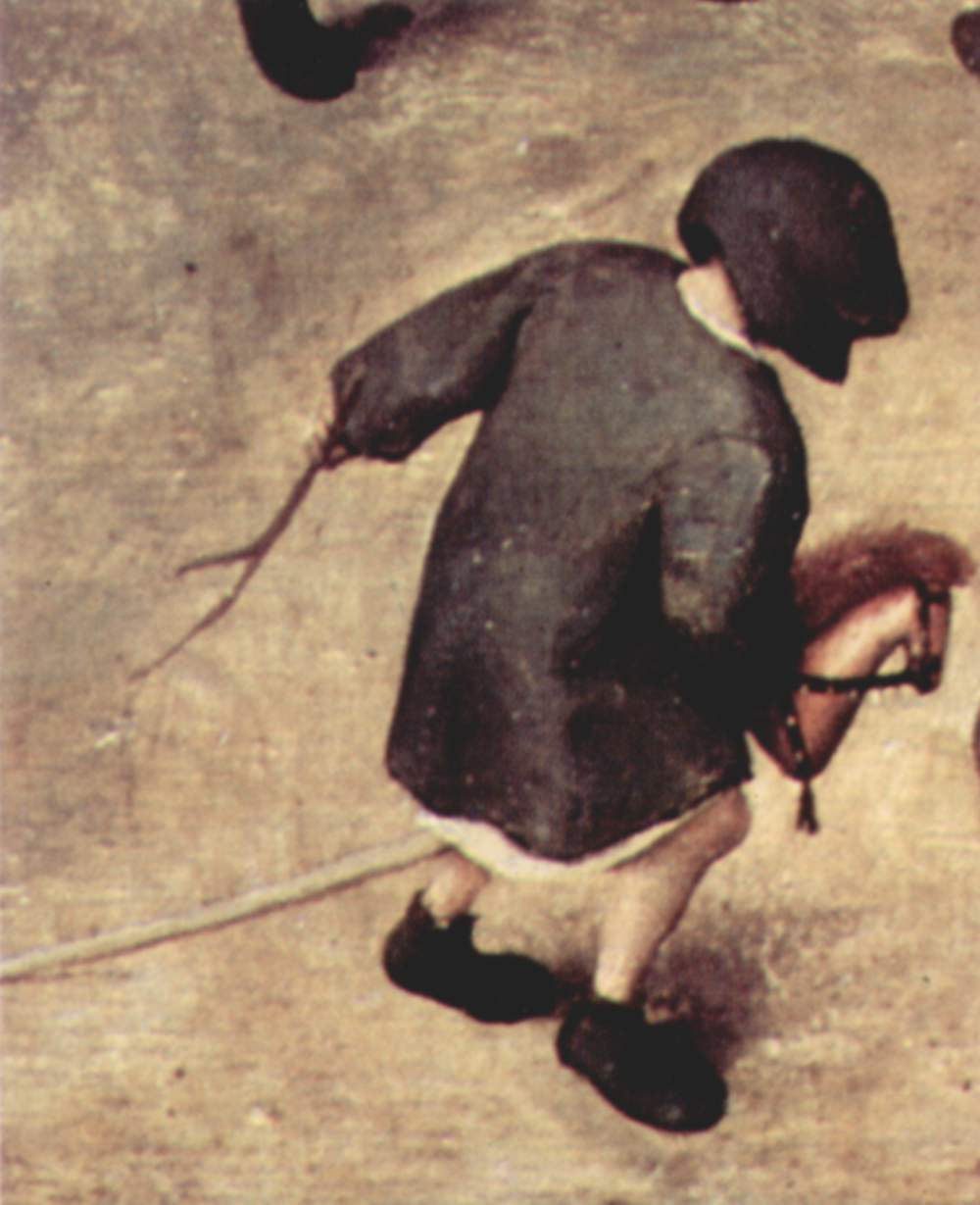
Detail van het schilderij Kinderspelen van Pieter Bruegel de Oude (1560)
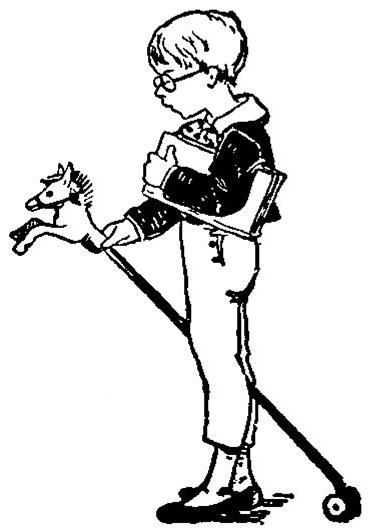
Illustratie van Clara E. Atwood in een Amerikaans boek met kinderversjes van Charles Welsh (1901)
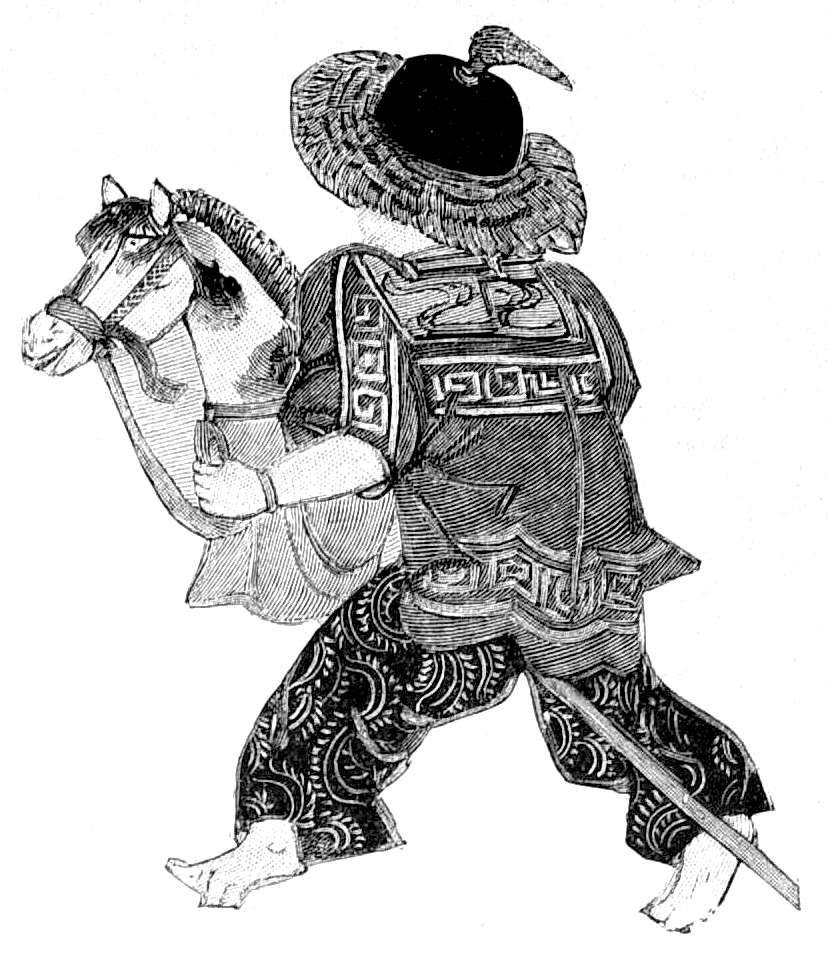
Stokpaardrijder in Die Gartenlaube (1896), naar een oorspronkelijk Japanse kleurenafbeelding
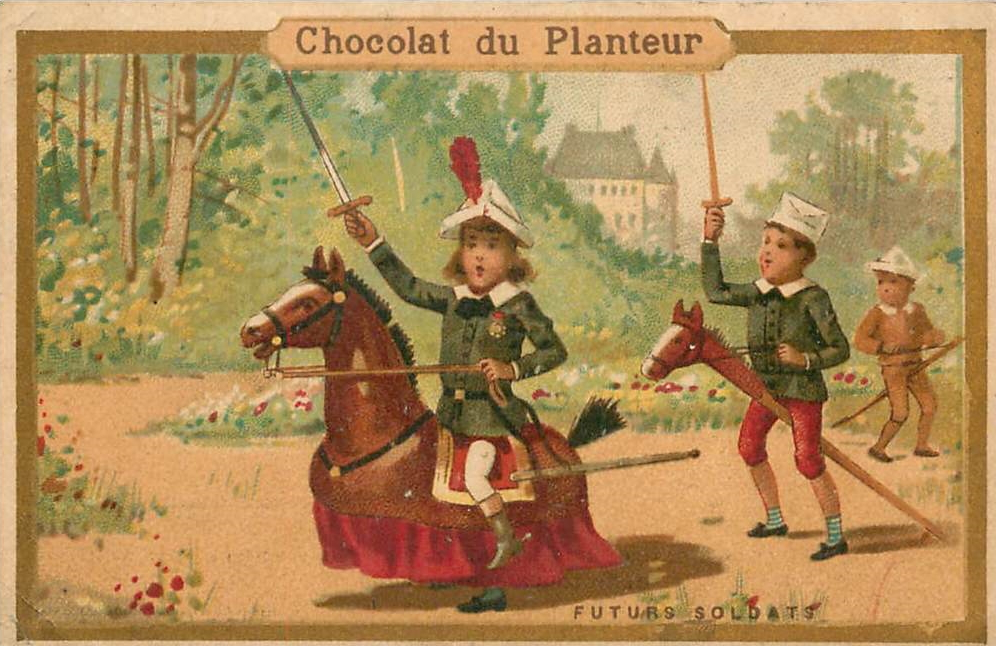
Stokpaarden tijdens het soldaatje spelen, een illustratie van rond 1900 van het Franse chocolademerk Chocolat du Planteur
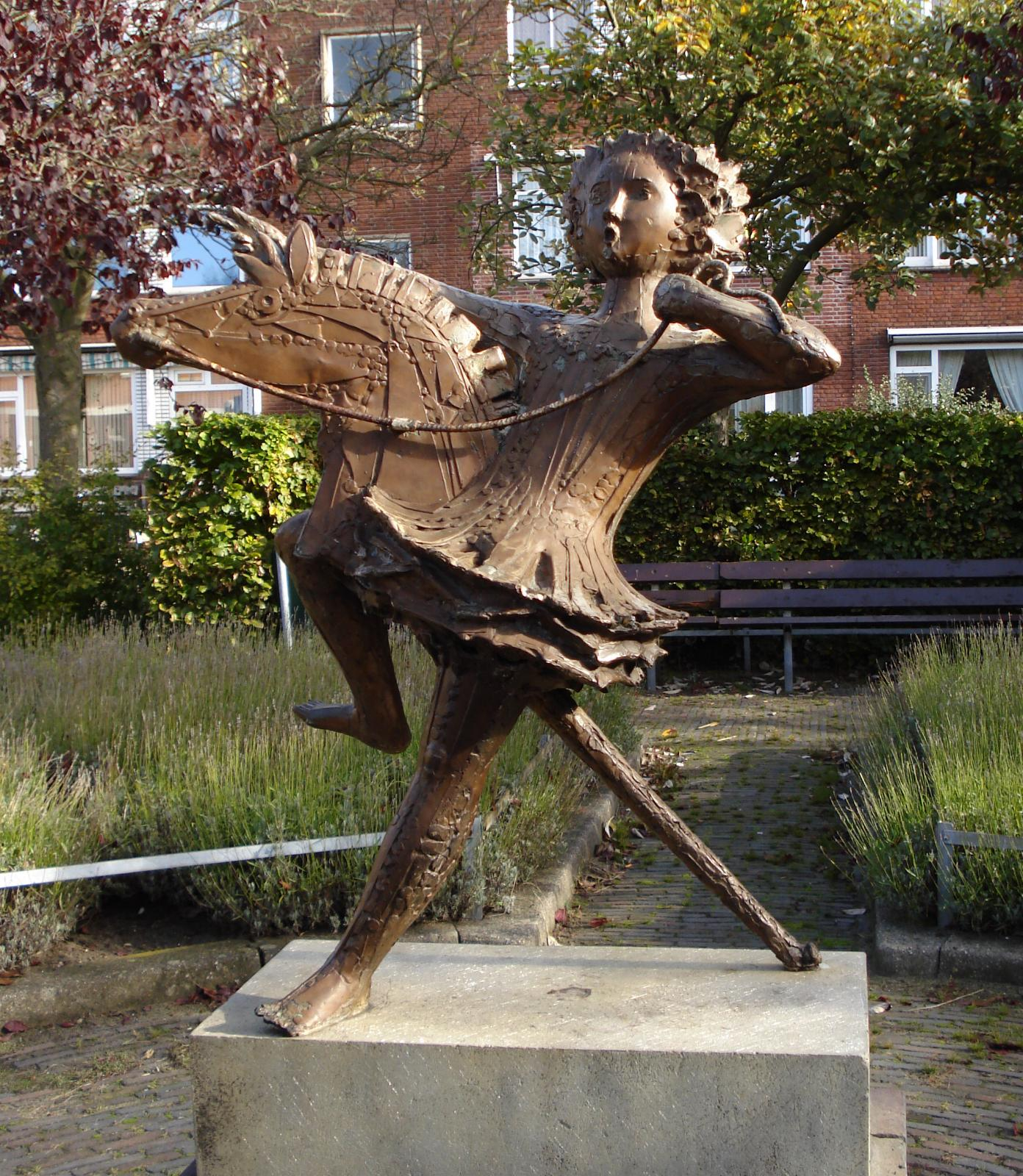
Kunstwerk Meisje op stokpaard van Robert Pleysier, Den Haag
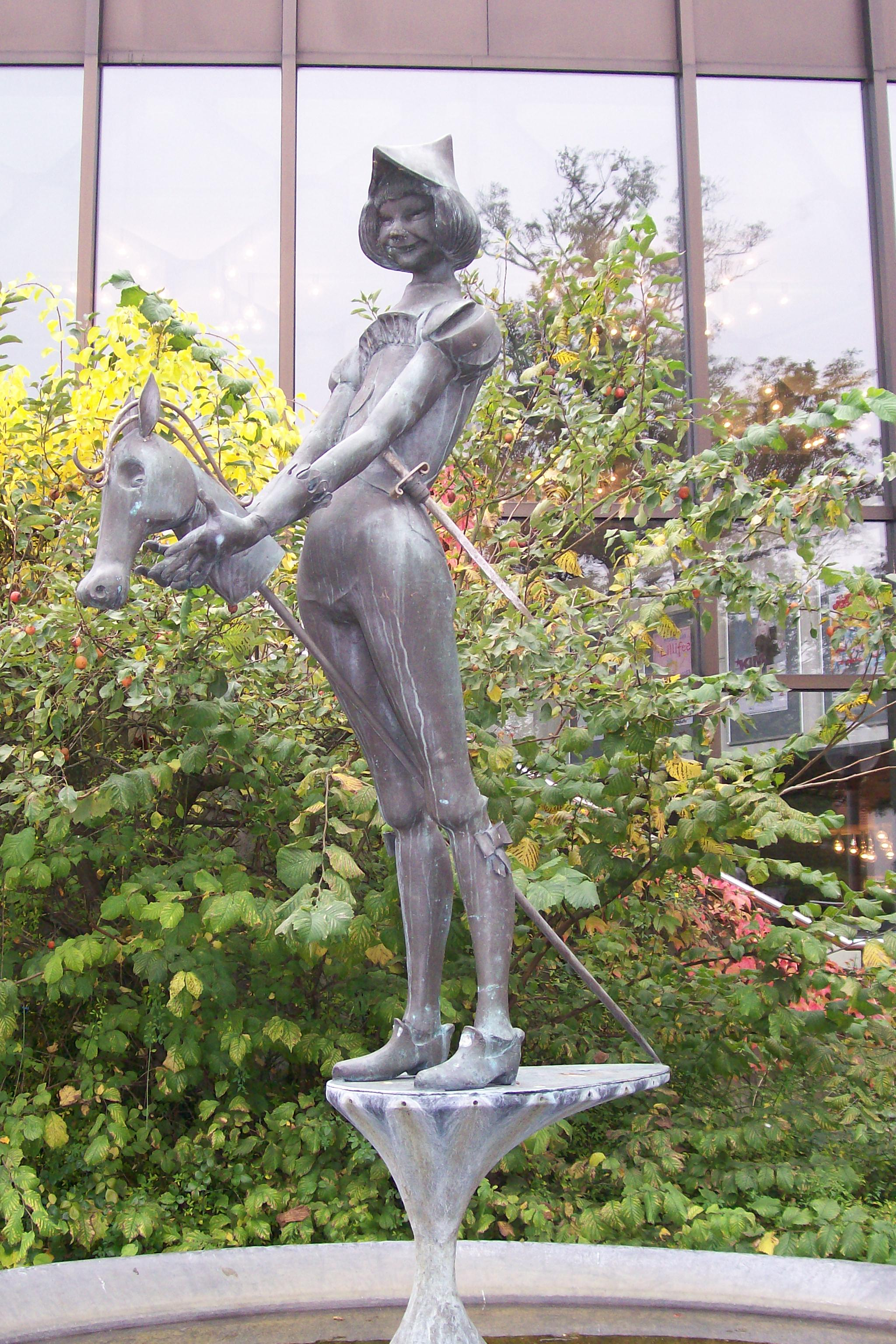
Standbeeld van een stokpaardrijder in Osnabrück

## Media
- Een voormalig Nederlands postzegelblad heette Mijn Stokpaardje.